# Segle XXXI aC

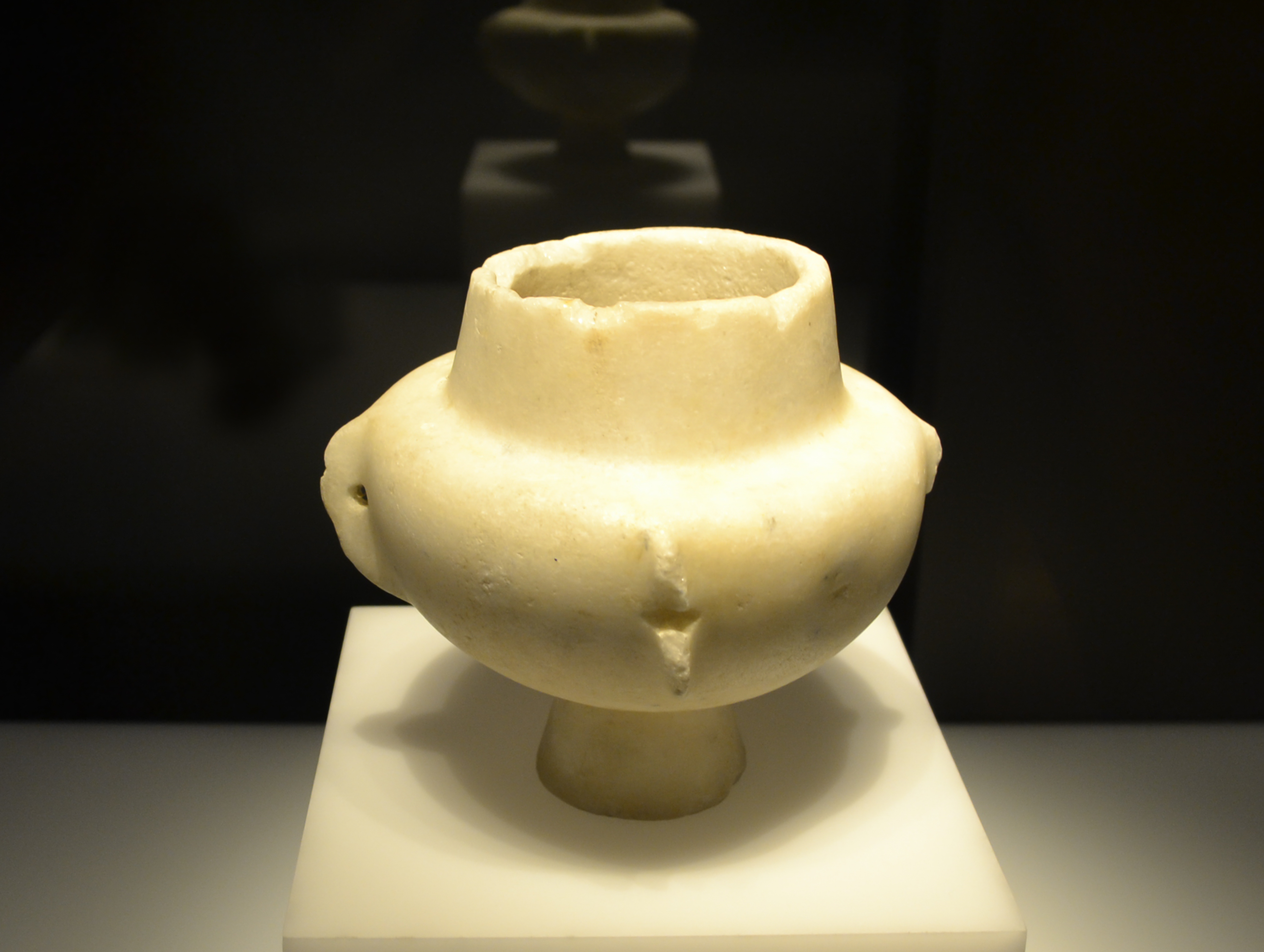
Candil de marbre de les Illes Cíclades. Segle XXXI a.C. aproximadament. Museu Arqueològic Nacional d'Espanya.

El segle XXXI aC és un període de l'edat antiga que va des de l'any 3100 aC fins al 3001 aC i està marcat pel desenvolupament paral·lel de civilitzacions a diferents punts del planeta.

## Política
Memfis esdevé la capital de l'Egipte unificat i una de les ciutats més importants del món. Emergeixen nous actors polítics, com Kish, Elam o els fenicis, que rivalitzen per obtenir el control regional, mentre continua el poder dels pobles mediterranis i orientals sorgits en segles anteriors.
Lluny d'aquest arc, cal destacar el poblament del Perú, amb els avantpassats de la civilització de Caral, una de les més antigues del continent americà. La cultura dels kurgans es va desenvolupar a les muntanyes eurasiàtiques.

## Economia i societat
Es produeix un auge de l'ús del coure, més apte per fer armes que la pedra, difícil de treballar. Això provoca l'aparició d'artesania derivada del metall i noves necessitats d'importar minerals.

## Invencions i descobriments
Els pobles indis dissenyen un sistema de clavegueram i irrigació que permet assegurar aigua potable i millorar les condicions de salubritat de les urbs en expansió. Sistemes d'aqüeductes i preses sorgeixen amb idèntica funció a Sumer.
Alguns estudiosos sostenen que pels volts del 3100 aC es va domesticar el cuc de seda a la Xina, si bé les primeres proves segures daten de segles més endavant. La seda serà un dels productes més apreciats pels comerciants estrangers en el futur.

## Art, cultura i pensament
Es comença a construir el cercle megalític de Stonehenge, de finalitats religioses però no gaire clares. Aquest indret ha esdevingut un símbol del druïdisme celta (tot i que és força anterior) i seu de presumptes ensenyaments esotèrics. També ha estat suggerit que funcionava com un observatori astrològic, fet que demostraria l'existència de creences avançades a Europa per aquesta data.
A Mesopotàmia es construeixen els ziggurats com a temples per al creixent panteó dels sumeris i pobles veïns. Cada divinitat, patrona d'un aspecte de la vida, exigia un tipus de culte, sovint amb elements secrets.
La Xina se suma als pobles amb escriptura, a partir de l'ús d'ideogrames que mantindrà en les evolucions posteriors.